# Montefiore Conca
Montefiore Conca är en ort och kommun i provinsen Rimini i regionen Emilia-Romagna i Italien. Kommunen hade 2 233 invånare (2018).